# やまゆり号
やまゆり号（やまゆりごう）は、かつて茨城県守谷市が運行していたコミュニティバス。1996年（平成8年）9月5日運行開始。関東鉄道（水海道営業所）に運行委託していた。2009年（平成21年）7月31日をもって廃止。翌8月1日からは大幅に再編された新コミュニティバス｢モコバス｣へ移行した。
愛称「やまゆり号」は、公募により応募された128通のうち13通寄せられたもので、市の花である山百合にちなんだ名称である。

## 概要
守谷駅、守谷市役所、守谷中央図書館と守谷市内各所を結んでいた。守谷町（現：守谷市）では、公共施設への交通手段が充分でないことから、1992年（平成4年）より町内各所と公共施設の連絡を中心とした町内バス路線の整備と可能性を調査・検討していた。その後も町民を対象としたアンケートを行い、1995年（平成7年）のアンケートにおいて｢必要｣及び｢どちらかというと必要｣という意見が69.4%、運行形態については｢循環バス｣が62%、目的地は｢公共公益施設｣という意見が大多数という結果を受け、車椅子対応の中型バスによる循環バスの運行が具体化し、1996年（平成8年）9月5日10時30分より運行を開始した。
運行開始当初は、曜日によって運行ルートが決められており、北回り（水・土曜日）、南回り（火・金曜日）、東回り（月・水曜日）のいずれかを走る1日4便のみの無料バスとなっていたが、2001年（平成13年）10月1日より、北ルート、南ルート、東ルート、守谷町役場（現:守谷市役所） - 白寿荘、守谷町役場 - 守谷駅の5ルートを走る県内初のワンコインバスとして大幅に再編された。その後も廃止までにルートの再編が行われている。
市内の一般路線バスが、守谷駅と市内各地の新興住宅街を結ぶのとは異なり、やまゆり号は全ルート（廃止時4ルート）が市役所と図書館を経由し、一般路線バスが通らない地域をカバーしていた。病院や公共施設などをなるべく通るように経路を設定していた。

## 沿革
- 1992年（平成4年）- 守谷町が町内バス路線整備の検討を開始。
- 1996年（平成8年）
  - 8月 - 町民への公募により、コミュニティバスの名称を｢やまゆり号｣に決定。
  - 9月5日 - 守谷町コミュニティバス「やまゆり号」を運行開始。
- 2002年（平成14年）2月2日 - 守谷町が市制施行し、守谷市コミュニティバスとなる。
- 2009年（平成21年）
  - 7月31日 - 守谷市コミュニティバス「やまゆり号」を廃止。
  - 8月1日 - 後継となるコミュニティバス｢モコバス｣を運行開始。

## 運賃・乗車券類
- 料金は大人100円、小人50円。未就学児、障害者及び介助者（1名）は無料。
  - バス共通カード・PASMOは使用不可。
  - 200円で一日何度でも利用できる一日利用券がある。
  - 1回に限り無料で乗り継ぎができる乗り継ぎ券がある。乗り継ぎ券は｢やまゆり号バスターミナル｣｢守谷市役所｣｢図書館前｣でのみ発行され、この3停留所でのみ使用可能。

## 廃止時路線

### みずき野ルート
守谷駅西口にある｢やまゆり号バスターミナル｣を起点とし、守谷市役所、守谷中央図書館、守谷記念病院などを通り、パークシティ守谷で路線バスの通るバス通りに入り、守谷駅東口に至る。関東鉄道常総線の東側をカバーするように運行する。
- 運行ルートと主な停留所
  - やまゆり号バスターミナル→守谷市役所→守谷中央図書館→黒内小学校前→守谷記念病院前→会田記念病院入口→さくらの杜公園前→郷州公民館前→みずき野一丁目→南守谷駅入口→守谷郵便局→保健センター→守谷駅東口

### 北守谷ルート
守谷駅西口にある｢やまゆり号バスターミナル｣を起点とし、守谷市役所、守谷中央図書館、常総ニュータウン北守谷へ向かう。新守谷駅、北守谷公民館で折り返し、守谷駅西口に至る。守谷市の北部をカバーするように運行する。
- 運行ルートと主な停留所
  - やまゆり号バスターミナル→守谷市役所→守谷中央図書館→慶友病院前→御所ケ丘小学校前→新守谷駅→文化会館前→御所ケ丘→第一病院前→北守谷公民館前→（折り返し）→守谷駅西口

### 南守谷ルート
守谷駅西口にある｢やまゆり号バスターミナル｣を起点とし、守谷市役所、守谷中央図書館、ヒルズ美園、常総ニュータウン南守谷方面へ向かう。守谷市の南部をカバーするように運行する。
- 運行ルートと主な停留所
  - やまゆり号バスターミナル→守谷市役所→守谷中央図書館→松ケ丘七丁目→高野小学校前→美園一丁目→ジャスコ前→けやき台一丁目→南守谷駅→高野公民館前→けやき台中学校前→百合ケ丘三丁目→守谷駅西口

### 白寿荘・板戸井ルート
守谷駅西口にある｢やまゆり号バスターミナル｣を起点とし、守谷市役所、守谷中央図書館、国際交流センター、スポーツセンター、白寿荘方面へ向かう。守谷市の北西部をカバーするように運行する。
- 運行ルートと主な停留所
  - やまゆり号バスターミナル→守谷市役所→守谷中央図書館→国際交流センター前→四季の里公園入口→常総運動公園入口→守谷高校前→いこいの広場前→スポーツセンター前→白寿荘→峰林荘入口→大野小学校前→給食センター前→守谷駅西口